# Nymburk
Nymburk (deutsch Nimburg, auch Neuenburg an der Elbe) ist eine Stadt in der Mittelböhmischen Region.
Sie liegt an der Einmündung der Mrlina in die Elbe, 40 km nordöstlich von Prag und hat rund 15.000 Einwohner.

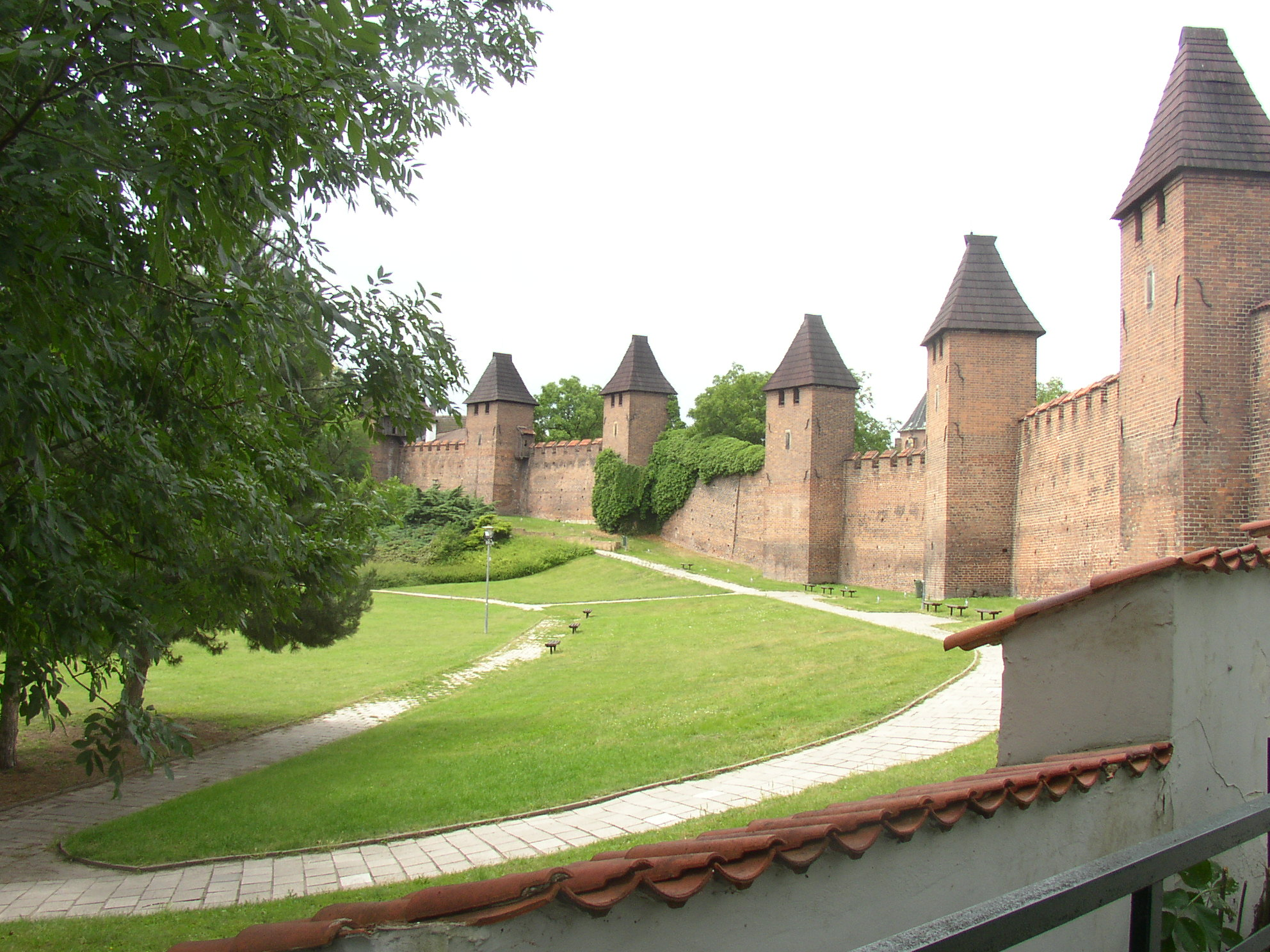
Stadtmauer

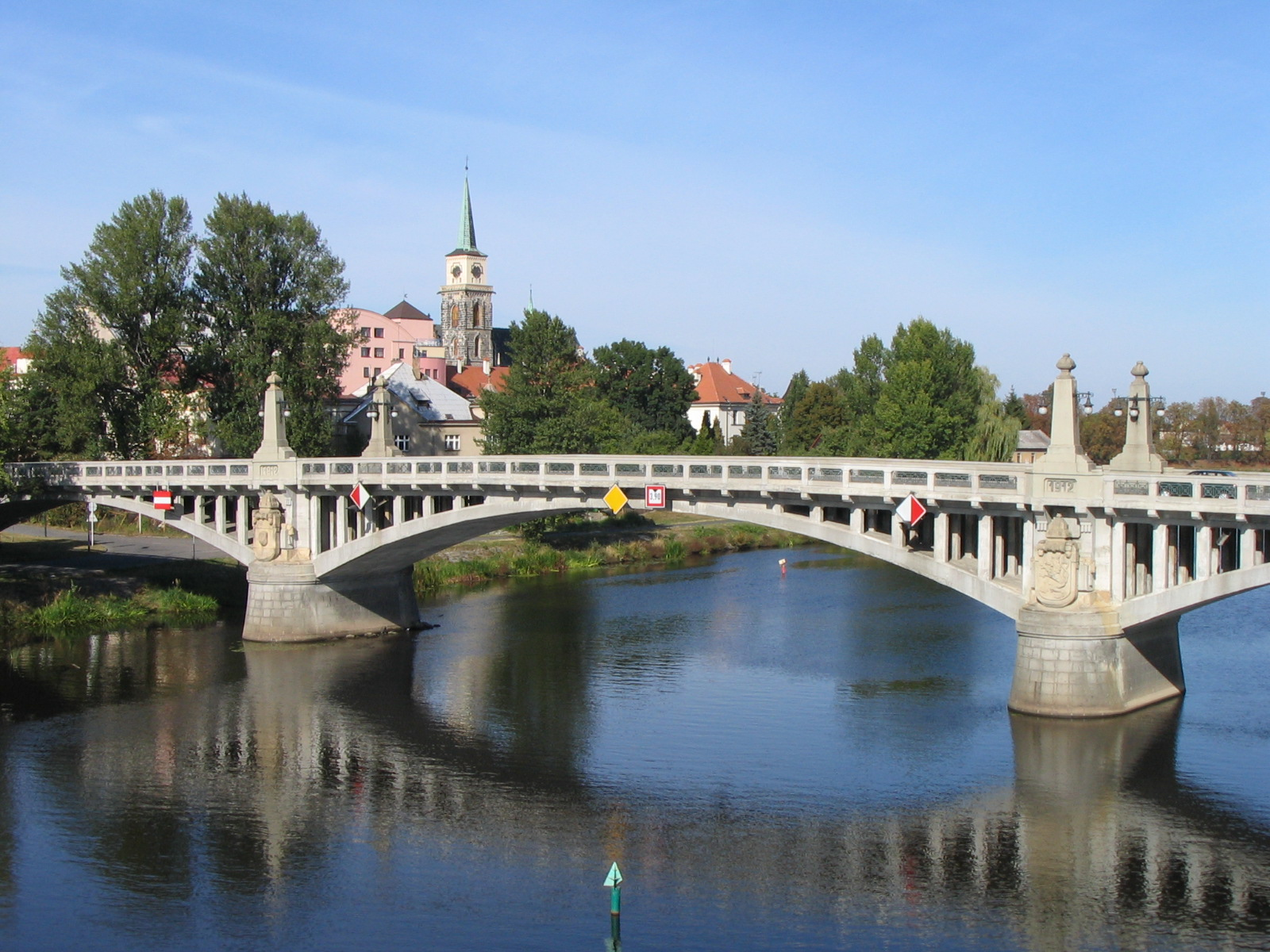
Elbbrücke

## Geschichte
Die Stadt wurde um das Jahr 1275 vom böhmischen König Přemysl Otakar II. als Königsstadt gegründet. Sie erhielt den deutschen Namen Nuenburch und wurde mit deutschen Kolonisten besiedelt. Im Laufe des 14. Jahrhunderts nahm die Anzahl der tschechischen Bürger allmählich zu. Zur Zeit der hussitischen Revolution war die Stadt weitgehend von Tschechen bewohnt. Ab 1425 befand sie sich unter der Kontrolle der Taboriten, 1436 bestätigte König Sigismund ihre Privilegien. Sowohl nach dem Ständeaufstand von 1547 als auch der Schlacht am Weißen Berg von 1619 war die Stadt Repressionen ausgesetzt, da sich weite Teile der Bevölkerung zum Protestantismus bekannten. Diejenigen, die sich weigerten katholisch zu werden, mussten 1628 auswandern.
Im Dreißigjährigen Krieg wurde die Stadt 1631 und 1634 von sächsischen Truppen erobert und zerstört, später auch von den Schweden. Erst ab Anfang des 18. Jahrhunderts kam es wieder zu einem wirtschaftlichen Aufschwung. Ab der Mitte des 19. Jahrhunderts war Nymburk ein Zentrum der tschechischen Nationalen Wiedergeburt.
1936 wurde der politische Bezirk (Okres) Nymburk gebildet. Sein Gebiet hatte vorher zum Bezirk Poděbrad gehört.

## Stadtgliederung
Die Stadt Nymburk besteht aus den Stadtteilen Drahelice (Drahelitz) und Nymburk (Nimburg).

## Sehenswürdigkeiten
- Rathaus, erbaut im 16. Jahrhundert
- Mariensäule, 1713 errichtet

## Städtepartnerschaften
Nymburk ist partnerschaftlich verbunden mit
- Mytischtschi in der Oblast Moskau, Russland
- Neuruppin in Brandenburg, Deutschland
- Vrútky in der Mittelslowakei, Slowakei
- Żarów in Niederschlesien, Polen

## Persönlichkeiten

### Söhne und Töchter der Stadt
- Thomas Mitis (1523–1591), Humanist und Verleger
- Bohuslav Matej Černohorský (1684–1742), Komponist und Orgellehrer
- Josef Kramolín (1730–1802), Maler und Freskant
- Rudolf Bechyně (1881–1948), Politiker und Journalist
- Anton Neumann (1885–1964), Lehrer, Politiker, Abgeordneter zum österreichischen Nationalrat
- František Fadrhonc (1914–1981), Fußballtrainer und Sportlehrer
- Vratislav Effenberger (1923–1986), Schriftsteller
- Hynek Fajmon (* 1968), Politiker
- Radek Bejbl (* 1972), Fußballspieler
- Marek Nikl (* 1976), Fußballspieler
- Bartoloměj Kuru (* 1987), österreichischer Fußballspieler
- Kristýna Kolocová (* 1988), Beachvolleyballspielerin
- Martin Fuksa (* 1993), Kanute
- Lukáš Hodboď (* 1996), Leichtathlet
- Vít Müller (* 1996), Leichtathlet
- Michael Vrbenský (* 1999), Tennisspieler

### In Nymburk lebten und wirkten
- František Josef Čečetka (1871–1942), Schriftsteller
- Bohumil Hrabal (1914–1997), Schriftsteller